# Maladie congénitale
 (novembre 2017).
Une maladie ou anomalie congénitale est une maladie ou anomalie qui est apparue in utero et est présente dès la naissance (congénital signifie littéralement : « né avec »). Elle peut être avec ou sans malformation et être détectée à la naissance ou plus tard dans la vie.
« Congénital » n’est pas synonyme d'« héréditaire » : une affection congénitale n’est pas forcément d’origine génétique (c’est-à-dire liée à une anomalie des chromosomes ou de leurs gènes constitutifs) ; elle peut être due à une intoxication in utero, à un traumatisme mécanique. Et même quand elle est génétique, elle n’est pas forcément héritée (dans ce cas, on parle de « mutation de novo »). À l’inverse, une affection héréditaire est souvent congénitale puisque l’anomalie chromosomique ou génique a été transmise dès la conception de l'embryon.
Une affection congénitale peut être parfois identifiée avant même la naissance (grâce au diagnostic prénatal), à la naissance, ou plusieurs années plus tard lorsqu’elle n’occasionne que peu ou pas de troubles (exemple : la bicuspidie valvulaire aortique).

## Causes
De nombreux facteurs sont connus pour causer ou favoriser une anomalie congénitale. Il est cependant souvent difficile d'identifier rétrospectivement la cause précise d’une anomalie ou d’une affection congénitale et il est fréquent qu'aucune cause ne soit retrouvée.
De façon non exhaustive, nous pouvons notamment citer les causes génétiques, toxiques, vitaminiques et maternelles.

### Génétiques et chromosomiques
Elles peuvent être liées soit à une anomalie chromosomique, soit à une anomalie d’un ou plusieurs gènes (environ 25 % des anomalies congénitales). S’il est relativement aisé d’affirmer la présence d’une anomalie chromosomique par l’étude du caryotype, seul un petit nombre (proportionnellement) d’anomalies géniques peuvent être étudiées en pratique.
Une mutation peut également se produire lors de l’embryogenèse chez l'œuf, de l'embryon ou le fœtus. On parle alors de mutation de novo.

### Toxiques
Les causes toxiques sont nombreuses.

#### Substances addictives
L’alcool peut provoquer certaines malformations cardiaques (sténose pulmonaire). On parle dans ce cas-là de syndrome d'alcoolisation fœtale.
La cocaïne et d'autres substances addictives peuvent aussi avoir un impact néfaste sur le fœtus.

#### Médicaments
Les malformations (amélies) secondaires à la prise de thalidomide comme les effets tératogènes du distilbène (progestatif utilisé dans les menaces d’accouchement prématurés) en sont les exemples les plus médiatisés.
En fait, il est très difficile de savoir si un médicament comporte ou non un risque tératogène, celui-ci pouvant dépendre du moment auquel il est administré pendant la grossesse (les trois premiers mois sont les plus critiques) et n’être détecté que de nombreuses années après sa mise sur le marché. Pour toute nouvelle molécule, l’industrie pharmaceutique a l’obligation de tester son éventuel effet tératogène sur divers animaux de laboratoire mais l’absence d’effet néfaste chez l’animal ne permet pas d’affirmer l’absence d’effet chez la femme ou chez l’homme. L’impossibilité (évidente) de pratiquer de tels tests directement dans l’espèce humaine conduit en pratique à la contre-indication systématique pendant la grossesse (et l’allaitement) de tout nouveau médicament. On s’efforce toujours de soigner une femme enceinte en n’utilisant que des médicaments (le moins possible, le moins longtemps possible) anciens dont l’innocuité a pu être vérifiée, souvent parce que ce traitement a été administré sans encombre à plusieurs femmes qui ne se savaient pas enceintes.
Certains médicaments déjà pris par la mère (antiépileptiques notamment) peuvent aussi être tératogène, d'où l'importance d'adapter le traitement en prévision d'une grossesse et de consulter le plus rapidement possible en cas de découverte d'une grossesse sous traitement médicamenteux.

#### Autres toxiques
les pesticides, insecticides, défoliants… L’agent orange utilisé par les Américains lors de la guerre du Viêt Nam semble responsable d’une augmentation des malformations chez les descendants des personnes contaminées.

### Radiations ionisantes
Les radiations ionisantes naturelles ou artificielles (rayons X utilisés en radiologie ou produits radioactifs utilisés dans les domaines du nucléaire civil [centrales, médecine nucléaire] ou militaires,,) peuvent également avoir un effet tératogène.

### Infectieuses
Certaines infections peuvent causer des maladies chez le fœtus.

### Carences vitaminiques
La carence en acide folique (vitamine B9) peut causer certaines malformations du tube neural (spina bifida). La supplémentation en acide folique avant et pendant la grossesse permet de diminuer significativement l’incidence de ce type de malformations.
À l'inverse un surdosage en certaines vitamines, comme la vitamine A, peut également créer des malformations congénitales.

### Causes maternelles
L’âge maternel joue également. On sait qu’il y a plus de malformations (en particulier cardiaques) chez les enfants de mère très jeunes (avant 20 ans) ou âgées de plus de 30 ans (source : California birth defects monitoring program 1995).
Certaines maladies maternelles comme le diabète, ou la phénylcétonurie sont également associées à un risque accru de problèmes de santé congénitaux…

## Terminologie
Maladie congénitaleMaladie qui apparaît à la naissance.
Défaut de naissanceExpression largement employée pour une malformation structurelle d’une partie du corps, reconnaissable à la naissance, qui est suffisamment importante pour être perçue comme constituant un problème.
Anomalie physique congénitale
Malformation congénitale
Maladie génétiqueMaladie due à une anomalie de structure ou de fonctionnement des gènes.
Maladie métabolique congénitale

## Liste non exhaustive d'anomalies ou d'affections congénitales
- Sphérocytose héréditaire (maladie de Minkowski-Chauffard)
- Syndrome d’Aicardi
- Syndrome d’alcoolisation fœtale
- Amélie et hémimélie
- Anencéphalie
- Chorée de Huntington
- Syndrome d’Angelman
- Syndrome de la bande amniotique
- Syndrome de Bannayan-Zonana
- Syndrome de Barth
- Syndrome de Beckwith-Wiedemann
- Syndrome de Bloom
- Syndrome CHARGE
- Anomalies du chromosome 16 humain
- Anomalies du chromosome 18 humain
- Anomalies du chromosome 20 humain
- Anomalies du chromosome 22 humain
- Syndrome de Costello
- Syndrome du cri du chat
- Syndrome de De Lange
- Syndrome de Down
- Dysplasie ectodermique
- Ectopia cordis
- Syndrome de Freeman-Sheldon
- Gastroschisis
- Gigantisme cérébral
- Hernie ombilicale
- Holoproencéphalie
- Incontinentia Pigmenti
- Syndrome d’Ivemark
- Syndrome de Jacobsen
- Jumeaux siamois
- Syndrome de Karsch-Neugebauer
- Syndrome de Klinefelter
- Syndrome de Larsen
- Syndrome de Laurence-Moon
- Lissencéphalie
- Microcéphalie
- Microsomie hémifaciale
- Syndrome de Moebius
- Monosomie 9p
- Mucoviscidose
- Syndrome du nævus à cellules basales
- Syndrome Nail-Patella
- Ictère néonatal
- Neurofibromatose de type I
- Neurofibromatose de type II
- Syndrome de Noonan
- Syndrome de Ochoa
- Syndrome oculocérébrorénal
- Syndrome de l'œil de chat
- Syndrome de Pallister-Killian
- Syndrome de Prader-Willi
- Syndrome de Protée
- Syndrome de Prune Belly
- Syndrome de Rett
- Syndrome de Robinow
- Syndrome de Rubinstein-Taybi
- Schizencéphalie
- Situs inversus
- Syndrome de Smith-Lemli-Opitz
- Syndrome de Smith-Magenis
- Syndrome de Sturge-Weber
- Syphilis congénitale
- Transfusion fœto-fœtale
- Trichothiodystrophie
- Trisomie distale 10q
- Syndrome triple X
- Trisomie 13
- Trisomie 9
- Syndrome de Turner
- Syndrome d'Usher
- Syndrome de Waardenburg
- Syndrome de Werner
- Syndrome de Wolf-Hirschhorn
- Syndrome de Mayer-Rokitansky-Küster-Hauser
- Syndrome de Lesch-Nyhan

Quelques autres anomalies de naissance :
- Fente labiale
- Fente palatine
- Pied bot
- Spina bifida
- Syndrome de Rieger